# Wendy L. Walsh
Pour les articles homonymes, voir Walsh.
Wendy L. Walsh est une actrice canadienne née le 30 avril 1966 à l'île-du-Prince-Édouard (Canada).

## Filmographie
- 1992 : Instincts animal (Animal Instincts) : Interviewer
- 1994 : The Mask : elle-même
- 1995 : Heat : News Anchorwoman
- 1996 : Disjoncté (The Câble Guy) : Reporter Outside Courtroom
- 1996 : L'Envolée sauvage (Fly Away Home) : TV Anchor
- 1997 : Leave It to Beaver : Woman TV Reporter
- 1997 : Alerte à Malibu (Baywatch) (série TV) : Sarah DeWindt
- 2004 : Le Jour d'après (The Day After Tomorrow) : Weather Channel Newscaster #1
- 2007 : Preuve à l'appui (Crossing Jordan) (série TV) : News Reporter
- 2008 : Super Héros Movie (Superhero Movie) : Live Reporter